# Языковой вопрос в Манитобе
Языковой вопрос в Манитобе — вопрос о статусе французского языка по отношению к английскому в канадской провинции Манитоба. Особую остроту вопрос приобрел во второй половине XIX века, когда разразился острый политический кризис в провинции Манитоба, который стал результатом кровавого межэтнического противостояния в Канаде. Кризис, получивший название «Вопрос о школах Манитобы» (фр. Question des écoles du Manitoba, англ. Manitoba Schools Question), был итогом политики ассимиляции канадскими властями франкоязычного населения страны.
Результатом противостояния, проходившего в несколько этапов, стало подавление и постепенное исчезновение французского языка в Западной Канаде и параллельный рост квебекского национализма на востоке страны.

## Предпосылки
До 1759 года Канада являлась частью Новой Франции и контролировалась французской короной. Всё европейское население (60.000 человек) было франкоязычным. Захват колонии британцами привёл к появлению на территории Канады крупного англоязычного меньшинства, которое постепенно превратилось в большинство и установило в Канаде жёсткий культурно-языковой диктат с узаконенной языковой, расовой и религиозной дискриминацией населения. Французский язык, получивший широкое распространение не только в Восточной Канаде, но и Западной Канаде (особенно в провинции Манитоба), подвергся гонениям со стороны англоязычного большинства, организовавшего против франкоканадцев свой Ку-клукс-клан, свирепствовавший в Саскачеване. Даже в самом Квебеке франкоканадцы, составляющие 75-80 % населения, подвергались различной государственной дискриминации со стороны англо-квебекцев, особенно на бытовом уровне. Фраза «Говорите как белые» выражала характерное отношение к франкоканадцам со стороны англоязычного общества.

## Конфликт
Несмотря на переход под власть британской короны и всяческие препятствия, франкоканадские охотники и колонисты интенсивно проникали в Манитобу и соседние территории в частном порядке. Там, к ужасу британцев, стремящихся «обеспечить чистоту расы», они охотно вступали в браки с индейскими женщинами, приведя к образованию целого класса канадских метисов. Их язык — мичиф — стал сложным продуктом синтеза французской лексики и грамматики автохтонных языков. К середине XIX века довольно многочисленные канадские метисы образовали своё «государство» Красной реки, которое возглавил франкоязычный метис Луи Риель. Белые британские колонисты и англоканадцы из соседнего Онтарио лихорадочно развернули хищническую дейтельность в попытке присвоить пустынные территории в довольно редкозаселённой провинции, где большинство населения тем не менее составляли франкоязычные метисы. В Манитобе вспыхивает Восстание у Красной реки, жестоко подавленное британцами. Луи Риель бежал в США, а затем был казнён в 1885 году. Белые переселенцы хлынули в провинцию, где натолкнулись на мощную оппозицию со стороны метисов. В 1870 году парламент Канады своим «Указом о Манитобе» включил провинцию в состав Канады и провозгласил в стране двуязычную систему образования (англо-протестантскую и франко-католическую), уже существовавшую в Квебеке. Несмотря на принятые ранее договорённости, британцы и англоканадцы в одностороннем порядке запретили образование на французском языке в 1890 году. В 1892 французский язык был запрещён и в Северо-западных территориях. Вмешательство папы римского Льва XIII в переговоры между сторонами положило начало попыткам найти компромисс в провинции, раздираемой расизмом, сегрегацией и ужасами Ку-Клукс-Клана. Франкоязычное население бежало либо было уничтожено. Англоканадцы, предварительно лишив франко-католические школы государственного финансирования, разрешали обучение на французском лишь выборочно по своему желанию и при условии, что в классе набиралось не менее 10 человек. В 1916 белые, сфальсифицировав статистические данные, объявили, что в провинции почти не осталось католиков, и уж тем более франкофонов, и полностью покончили с использованием французского языка, который тем не менее сохраняли в домашнем обиходе метисы. Облегчение пришло лишь в 1969, когда французский язык вновь был признан в провинции официальным, правда только на федеральном уровне.

## Современная языковая ситуация в Манитобе
Несмотря на резкое сокращение, франко-манитобцы сохраняются в провинции и сегодня. 45 520 человек (4,0 % населения провинции) считают французский язык родным (Перепись населения Канады 2006 года). Из них 20 515 человек по-прежнему используют родной язык в большинстве повседневных ситуаций. Главным местом концентрации франко-манитобской культуры является квартал Святого Бонифация в Виннипеге, где располагается главный университет франкоканадцев и единственный франкоязычный университет на западе страны.

## Резонанс в Квебеке
Упадок французского языка и культуры в Западной Канаде привёл к резкой этнически-языковой мобилизации внутри Квебека, которая сохраняется до наших дней. Упадок французского языка за его пределами привёл к укреплению его позиций внутри провинции. Доля англо-квебекцев, так и не сумевших адаптироваться к уникальной демолингвистической ситуации в Квебеке, сократилась с 25 % в 1880 до 8,2 % в 2006. В 1960-х годах развернулась Тихая революция, завершившаяся принятием Хартии французского языка в 1977 году, провозгласившей французский язык единственным официальным в провинции.